# Cầu Hòa Bình

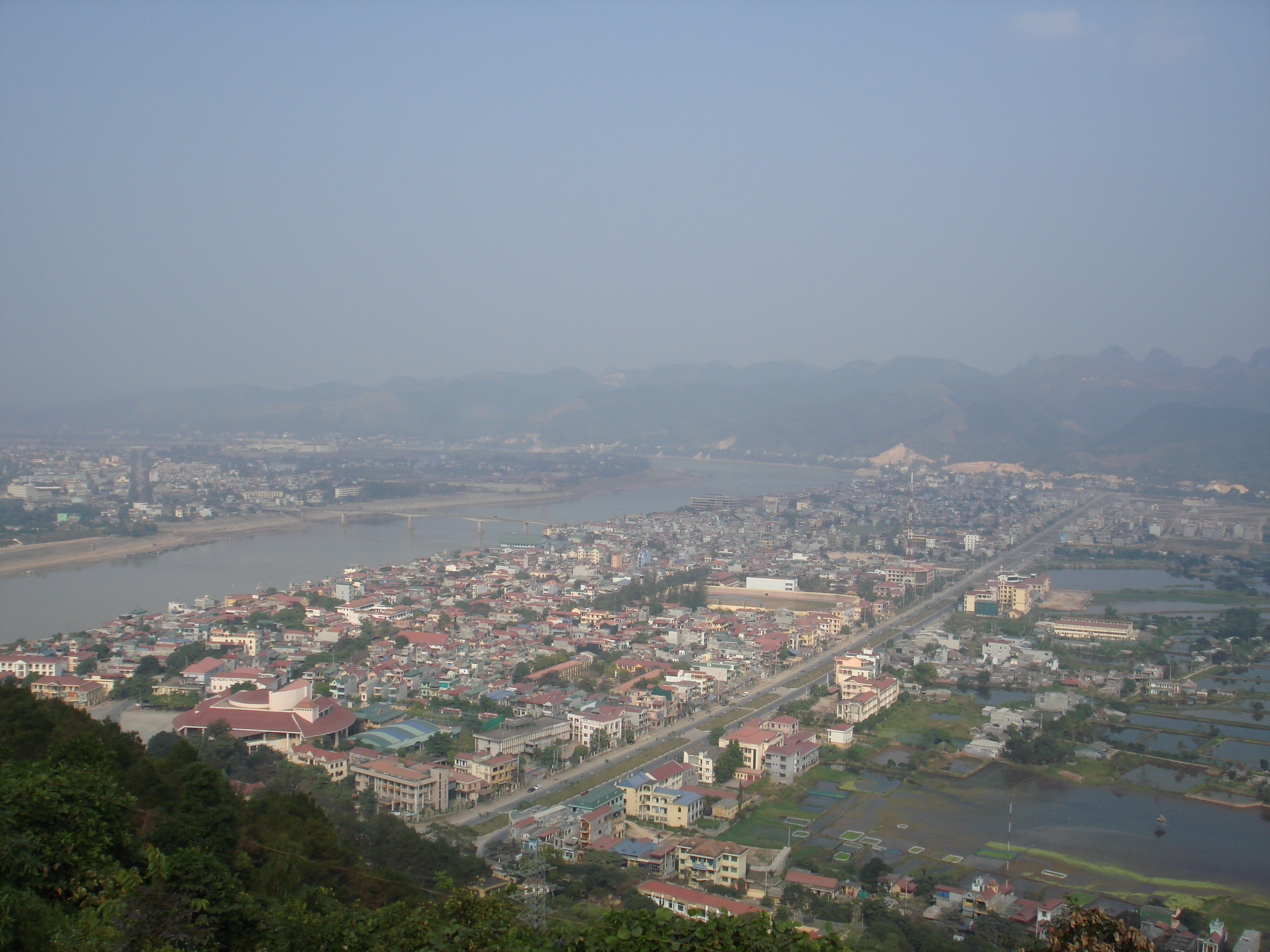
Cầu Hòa Bình và trung tâm thành phố Hòa Bình nhìn từ trên cao

Cầu Hòa Bình (còn được gọi là cầu Hòa Bình 1 hay cầu cứng) là một cây cầu bắc qua sông Đà tại trung tâm thành phố Hòa Bình, tỉnh Hòa Bình, Việt Nam.
Cầu nối liền phường Tân Thịnh (phía tả ngạn) với hai phường Phương Lâm và Đồng Tiến (phía hữu ngạn). Trước khi cầu được xây dựng, giao thông hai bờ chủ yếu được kết nối qua các chuyến phà và một cây cầu phao.
Cầu Hòa Bình có chiều dài 505,88 m, chiều rộng mặt cầu là 13,5 m, gồm bốn làn xe. Công trình được khởi công vào năm 1997 và thông xe vào ngày 27 tháng 12 năm 2000.